# Erich Germershausen
Erich Germershausen (* 27. März 1906 in Bad Gandersheim; † 25. September 1990) war ein hessischer Politiker (LDP/FDP) und ehemaliger Abgeordneter des Hessischen Landtags.
Erich Germershausen besuchte nach einer Drogistenlehre die Handelsschule und war 1924 bis 1939 Berufssoldat. Seit 1939 war er bei der Deutschen Reichsbahn und ab 1945 bei der Deutschen Bundesbahn tätig, zuletzt als Oberbahnhofsvorsteher.
Am 1. März 1940 beantragte er die Aufnahme in die NSDAP und wurde zum 1. April desselben Jahres aufgenommen (Mitgliedsnummer 8.003.906). 1946 war er ein Mitbegründer des Kreisverbandes Melsungen der FDP und dort ab 1946 Stadtverordneter und Mitglied des Magistrats. Vom 2. März 1948 bis zum 30. November 1950 war er Mitglied des Hessischen Landtags. Später trat er zur Deutschen Partei über, für die er bei der Bundestagswahl 1953 erfolglos im Bundestagswahlkreis Eschwege kandidierte.